# Microlicia trembleyaeformis
Microlicia trembleyaeformis är en tvåhjärtbladig växtart som beskrevs av Charles Victor Naudin. Microlicia trembleyaeformis ingår i släktet Microlicia och familjen Melastomataceae. Inga underarter finns listade i Catalogue of Life.